# Đặng Vũ Liêm
Đặng Vũ Liêm (sinh 1942) là một Thiếu tướng Quân đội nhân dân Việt Nam. Phó Tiến sĩ triết học, Nguyên Phó Tư lệnh về Chính trị Bộ đội Biên phòng. Ông cũng là một đại biểu Quốc hội Việt Nam khóa X, thuộc đoàn đại biểu Hà Giang.

## Thân thế và sự nghiệp
Ông sinh ngày 15 tháng 6 năm 1942 tại Xã Việt Hưng, huyện Mỹ Văn, Hưng Yên
Năm 1998, bổ nhiệm giữ chức Phó Tư lệnh về Chính trị Bộ đội Biên phòng
Năm 2005, ông nghỉ hưu.
Thiếu tướng (2000)
Ông được Nhà nước Việt Nam trao tặng Huân chương Độc lập hạng Ba